# Premis Oscar de 2024
La 97a edició dels Premis Oscar (en anglès: 97th Academy Awards) és una cerimònia de premis presentada per l'Academy of Motion Picture Arts and Sciences (AMPAS), que va premiar les millors pel·lícules de 2024. La cerimònia es va celebrar el 2 de març de 2025 al Dolby Theatre de Hollywood, Los Angeles. A causa dels incendis que van afectar la ciutat i a quatre dels membres de la Academy’s Board of Governors i un dels seus antics executius en cap, que van perdre les seves cases, s'havia especulat amb la possibilitat de canviar la data de la cerimònia. El 13 de gener de 2025, l'executiu en cap, Bill Kramer, i la presidenta, Janet Yang, van anunciar que la gala es mantindria en la seva data original. Tanmateix, les dates de votació i d'anunci dels nominats sí que es van ampliar. Així mateix, aquest any de manera excepcional no es va celebrar el tradicional esmorzar dels nominats.
La cerimònia va ser presentada per l'humorista Conan O'Brien, que debutava en aquest paper.
Les nominacions es van anunciar el 23 de gener de 2025 des del Samuel Samuel Goldwyn Theater pels actors Bowen Yang i Racher Sennott. Emilia Pérez, de Jacques Audiard, va ser la pel·lícula amb més nominacions, amb 13, seguida de The Brutalist i Wicked amb 10 nominacions cadascuna.

## Nominacions
Els guardonats apareixen en negreta.
| Millor pel·lícula | Millor direcció |
| --- | --- |
| - Anora – Sean Baker, Alex Coco i Samantha Quan. - Ainda Estou Aqui – Nominats per determinar - The Brutalist – Nominats per determinar - A Complete Unknown – Fred Berger, James Mangold i Alex Heineman (productors). - Conclave – Tessa Ross, Juliette Howell i Michael A. Jackman (productors). - Dune: Part Two – Mary Parent, Cale Boyter, Tanya Lapointe i Denis Villeneuve (productors). - Wicked – Marc Platt, productor. - Nickel Boys – Nominats per determinar. - The substance – Nominats per determinar. | - Sean Baker – Anora - Brady Corbet – The Brutalist - James Mangold – A Complete Unknown - Jacques Audiard – Emilia Pérez - Coralie Fargeat – The substance |
| Millor actriu | Millor actor |
| - Mikey Madison – Anora com a Anora "Ani" Mikheeva - Cynthia Erivo – Wicked com a Elphaba Thropp - Karla Sofía Gascón – Emilia Pérez com a Emilia Pérez / Juan "Manitas" Del Monte - Demi Moore – The Substance com a Elisabeth Sparkle - Fernanda Torres – Ainda Estou Aqui com a Eunice Paiva | - Adrien Brody – The Brutalist com a László Tóth - Timothée Chalamet – A Complete Unknown com a Bob Dylan - Colman Domingo – Sing Sing com a John "Divine G" Whitfield - Ralph Fiennes – Conclave com a Cadernal Thomas Lawrence - Sebastian Stan – The Apprentice com a Donald Trump |
| Millor actriu secundària | Millor actor secundari |
| - Zoe Saldaña – Emilia Pérez com a Rita Mora Castro - Monica Barbaro – A Complete Unknown com a Joan Baez - Ariana Grande – Wicked com a Galinda "Glinda" Upland - Felicity Jones – The Brutalist com a Erzsébet Tóth - Isabella Rossellini – Conclave com a Germana Agnes | - Kieran Culkin – A Real Pain com a Benji Kaplan - Yura Borisov – Anora com a Igor - Edward Norton – A Complete Unknown com a Pete Seeger - Guy Pearce – The Brutalist com a Harrison Lee Van Buren Sr - Jeremy Strong – The Apprentice com a Roy Cohn |
| Millor guió original | Millor guió adaptat |
| - Anora – Sean Baker - The Brutalist – Brady Corbet i Mona Fastvold - A Real Pain – Jesse Eisenberg - September 5 – Moritz Binder i Tim Fehlbaum; co-escrit amb Alex David - The Substance – Coralie Fargeat | - Conclave – Peter Straughan; basat en la novel·la de Robert Harris - A Complete Unknown – James Mangold i Jay Cocks; basat en el llibre Dylan Goes Electric! d'Elijah Wald - Emilia Pérez – Jacques Audiard en col·laboració amb Thomas Bidegain, Léa Mysius i Nicolas Livecchi; basat en el llibret d'òpera Emilia Pérez de Jacques Audiard. - Nickel Boys – RaMell Ross i Joslyn Barnes; basat en la novel·la The Nickel Boys de Colson Whitehead - Sing Sing – Guió de Greg Kwedar i Clint Bentley, història de Greg Kwedar, Clint Bentley, Clarence Maclin i John "Divine G" Whitfield; basat en el llibre The Sing Sing Follies de John H. Richardson |
| Millor pel·lícula d'animació | Millor pel·lícula de parla no anglesa |
| - Flow (Straume) - Gints Zilbalodis, Matīss Kaža, Ron Dyens i Gregory Zalcman ‡ - Inside Out 2 - Kelsey Mann i Mark Nielsen - Memoir of a Snail - Adam Elliot i Liz Kearney - Wallace & Gromit: Vengeance Most Fowl - Nominacions per determinar - The Wild Robot - Chris Sanders i Jeff Hermann | - Ainda Estou Aqui (Brasil) - Walter Salles - Emilia Pérez (França) – Jacques Audiard - Flow (Letònia) – Gints Zilbalodis - The Girl with the Needle (Dinamarca - Magnus von Horn - The Seed of the Sacred Fig (Alemanya) - Mohammad Rasoulof |
| Millor documental | Millor curtmetratge documentari |
| - No Other Land – Basel Adra, Rachel Szor, Hamdan Ballal, i Yuval Abraham - Black Box Diaries – Shiori Itō, Eric Nyari, i Hanna Aqvilin - Porcelain War – Brendan Bellomo, Slava Leontyev, Aniela Sidorska i Paula DuPré Pesmen - Soundtrack to a Coup d'Etat – Johan Grimonprez, Daan Milius i Rémi Grellety - Sugarcane – Nominacions per determinar | - The Only Girl in the Orchestra – Molly O'Brien i Lisa Remington - Death by Numbers – Kim A. Snyder i Janique L. Robillard - I Am Ready, Warden – Smriti Mundhra i Maya Gnyp - Incident – Bill Morrison i Jamie Kalven - Instruments of a Beating Heart – Ema Ryan Yamazaki i Eric Nyari |
| Millor curtmetratge | Millor curtmetratge d'animació |
| - I'm Not a Robot – Victoria Warmerdam i Trent - A Lien – Sam Cutler-Kreutz i David Cutler-Kreutz - Anuja – Adam J. Graves i Suchitra Mattai - The Last Ranger – Cindy Lee i Darwin Shaw - The Man Who Could Not Remain Silent – Nebojša Slijepčević i Danijel Pek | - In the Shadow of the Cypress – Shirin Sohani i Hossein Molayemi - Beautiful Men – Nicolas Keppens i Brecht Van Elslande - Magic Candies – Daisuke Nishio i Takashi Washio - Wander to Wonder – Nina Gantz i Stienette Bosklopper - Yuck! – Loïc Espuche i Juliette Marquet |
| Millor banda sonora | Millor cançó original |
| - The Brutalist – Daniel Blumberg - Conclave) – Volker Bertelmann - Emilia Pérez – Clément Ducol i Camille - Wicked – John Powell i Stephen Schwartz - The Wild Robot – Kris Bowers | - "El Mal" d' Emilia Pérez – Musica de Clément Ducol i Camille; lletra de Clément Ducol, Camille i Jacques Audiard - "The Journey" de The Six Triple Eight – Musica i lletra de Diane Warren - "Like a Bird" de Sing Sing – Música i lletra d'Abraham Alexander i Adrian Quesada - "Mi Camino" d' Emilia Pérez – Música i lletra de Camille i Clément Ducol - "Never Too Late" d' Elton John: Never Too Late – Música i lletra d'Elton John, Brandi Carlile, Andrew Watt i Bernie Taupin |
| Millor so | Millor disseny de producció |
| - Dune: Part Two – Gareth John, Richard King, Ron Bartlett, i Doug Hemphill - A Complete Unknown – Tod A. Maitland, Donald Sylvester, Ted Caplan, Paul Massey i David Giammarco - Emilia Pérez – Erwan Kerzanet, Aymeric Devoldère, Maxence Dussère, Cyril Holtz i Niels Barletta - Wicked – Simon Hayes, Nancy Nugent Title, Jack Dolman, Andy Nelson i John Marquis - The Wild Robot – Randy Thom, Brian Chumney, Gary A. Rizzo i Leff Lefferts                                                                      | - Wicked –Nathan Crowley i Lee Sandales - The Brutalist – Judy Becker i Patricia Cuccia - Conclave – Suzie Davies i Cynthia Sleiter - Dune: Part Two – Patrice Vermette i Shane Vieau - Nosferatu – Craig Lathrop i Beatrice Brentnerová |
| Millor fotografia | Millor maquillatge i perruqueria |
| - The Brutalist – Lol Crawley - Dune: Part Two – Greig Fraser - Emilia Pérez – Paul Guilhaume - Maria (pel·lícula de 2024) – Ed Lachman - Nosferatu – Jarin Blaschke | - The Substance – Pierre-Oliver Persin, Stéphanie Guillon, i Marilyne Scarselli - A Different Man – Mike Marino, David Presto i Crystal Jurado - Emilia Pérez – Julia Floch Carbonel, Emmanuel Janvier, i Jean-Christophe Spadaccini - Nosferatu – David White, Traci Loader, i Suzanne Stokes-Munton - Wicked – Frances Hannon, Laura Blount i Sarah Nuth |
| Millor vestuari | Millor muntatge |
| - Wicked – Paul Tazewell - A Complete Unknown – Arianne Phillips - Conclave – Lisy Christl - Gladiator II – Janty Yates and Dave Crossman - Nosferatu – Linda Muir | - Anora – Sean Baker - The Brutalist – Dávid Jancsó - Conclave – Nick Emerson - Emilia Pérez – Juliette Welfling - Wicked – Myron Kerstein |
| Millors efectes visuals | |
| - Dune: Part Two – Paul Lambert, Stephen James, Rhys Salcombe i Gerd Nefzer - Alien: Romulus – Eric Barba, Nelson Sepulveda-Fauser, Daniel Macarin i Shane Mahan - Better Man – Luke Millar, David Clayton, Keith Herft i Peter Stubbs - Kingdom of the Planet of the Apes – Erik Winquist, Stephen Unterfranz, Paul Story i Rodney Burke - Wicked – Pablo Helman, Jonathan Fawkner, David Shirk i Paul Corbould | |

### Pel·lícules amb múltiples nominacions
| Nominacions | Pel·lícula         | Premis |
| ----------- | ------------------ | ------ |
| 13          | Emilia Pérez       | 2      |
| 10          | The Brutalist      | 3      |
| 10          | Wicked             | 2      |
| 8           | A Complete Unknown | 0      |
| 8           | Conclave           | 1      |
| 6           | Anora              | 5      |
| 5           | Dune: Part Two     | 2      |
| 5           | The Substance      | 1      |
| 4           | Nosferatu          | 0      |
| 3           | Ainda Estou Aquí   | 0      |
| 3           | Sing Sing          | 0      |
| 3           | The Wild Robot     | 0      |
| 2           | The Apprentice     | 0      |
| 2           | Flow               | 1      |
| 2           | Nickel Boys        | 0      |
| 2           | A Real Pain        | 1      |

## "In Memoriam"
La part "In Memorial", en la que el Los Angeles Master Chorale interpretà la "Lacrimosa" del Requiem de Mozart, donà tribut a les següents persones traspassades durant l'any:
- Maggie Smith
- Gena Rowlands
- Dabney Coleman
- Lourdes Portillo
- Dick Pope
- Phyllis Dalton
- David Seidler
- Roger Corman
- Jeff Baena
- Dianne Crittenden
- Bob Newhart
- Kris Kristofferson
- Marshall Brickman
- Robert Laemmle
- M. Emmet Walsh
- K. C. Fox
- Anthea Sylbert
- Josh Welsh
- John F. Burnett
- Fred Roos
- Jeannie Epper
- Christopher Newman
- Nancy St. John
- Paula Weinstein
- Teri Garr
- Cheng Pei-pei
- John Amos
- Robert Towne
- Bill Cobbs
- Lisa Westcott
- Barry Michael Cooper
- Leonard Engelman
- Bud S. Smith
- Lynda Obst
- Adam Somner
- Roger Pratt
- Charles Shyer
- Joan Plowright
- Anouk Aimée
- Donald Sutherland
- Leo Chaloukian
- Albert S. Ruddy
- Art Evans
- Colin Chilvers
- Jim Tauber
- Richard M. Sherman
- Jan A. P. Kaczmarek
- Louis Gossett Jr.
- Tim McGovern
- Ray Chan
- Will Jennings
- Jon Landau
- Fumi Kitahara
- Shelley Duvall
- David Lynch
- James Earl Jones
- Gene Hackman
- Quincy Jones

Va rebre crítiques per ometre diverses personalitats significatives, notablement Jim Abrahams, Alain Delon, Bernard Hill, Michelle Trachtenberg (que havia mort la setmana anterior), Tony Todd, Olivia Hussey, Linda Lavin, Martin Mull i Shannen Doherty.